# عصر جدید (فیلم ۱۹۹۴)
عصر جدید (به انگلیسی: The New Age) فیلمی محصول سال ۱۹۹۴ ایالات متحدهٔ آمریکا و به کارگردانی مایکل تالکین است. در این فیلم بازیگرانی همچون پیتر ولر، جودی دیویس، پاتریک بوشو، ریچل روزنتال، ادام وست، کوربین برنسن، پاتریشا هیتون، ساموئل ال. جکسون، پائولا مارشال، بروس رمزی، جان دیهل و اودری لیندلی ایفای نقش کرده‌اند.